# Coptopsylla mesghalii
Coptopsylla mesghalii är en loppart som beskrevs av Farhang-azad 1966. Coptopsylla mesghalii ingår i släktet Coptopsylla och familjen Coptopsyllidae. Inga underarter finns listade i Catalogue of Life.